# Joaquín Domingo
Joaquín Domingo Sánchez (* 16. August 1917; † 27. Februar 1981) war ein spanischer Karambolagespieler und mehrfacher Welt- und Europameister. Seine Hauptdisziplin war das Kunststoßen.

## Karriere
Domingo gehört zu den erfolgreichsten spanischen Spielern, aber ebenso international. Mit 10 internationalen Goldmedaillen ist er bis dato ungeschlagen, eine Goldmedaillensammlung, die auch sein Landsmann Daniel Sánchez bisher nicht erreichen konnte. Er war ein Allroundspieler, der von der Freien Partie über Cadre und Einband bis hin zu Dreiband alle klassischen Disziplinen beherrschte. Seine Liebe galt aber dem Kunststoß oder Billard Artistique. Seine internationale Karriere begann er mit seiner Teilnahme bei der Einband-Weltmeisterschaft 1934, im Alter von nur 17 Jahren. Er spielte sich sogleich auf den fünften Platz. Seine Spielstärke nahm schnell zu und seinen ersten Titel errang er 1948 bei der Dreiband-EM vor heimischem Publikum in Madrid. Es sollte sein einziger Dreiband-Titel bleiben. 1949 folgte dann der EM-Titel im Cadre 71/2. Zwischen 1957 und 1966 gewann er dreimal die Goldmedaille der WM im Kunststoß, erfolgreicher war nur der Belgier Raymond Steylaerts mit sechs Goldmedaillen. Seine Karriere beendete er im Alter von 58 Jahren mit einer Bronzemedaille bei der WM 1975 im belgischen Mol. Insgesamt konnte Domingo 32 Medaillen bei Welt- und Europameisterschaften gewinnen, hinzu kommen noch 67 spanische Titel.

## Ehrungen
- Oro al Mérito Deportivo del ayuntamiento de Barcelona: 1955, 1963, 1966
- Plata de la Delegación Nacional de Educación Física: 1958, 1968
- Cruz al Mérito Civil (Ritter des Spanischen Zivilverdienstordens): 1973
- Oro del Consejo Superior de Deportes: 1980[2]

## Erfolge
- Billard-Artistique-Weltmeisterschaft:  1957, 1963, 1966  1975
- Billard-Artistique-Europameisterschaft:  1952, 1968, 1969  1953, 1954, 1955, 1956, 1961  1959, 1973
- Dreiband-Europameisterschaft:  1948
- Fünfkampf-Europameisterschaft:  1954
- Freie-Partie-Weltmeisterschaft:  1935, 1936, 1949, 1950, 1953
- Cadre-47/2-Weltmeisterschaft:  1947
- Einband-Europameisterschaft:  1951, 1960
- Cadre-71/2-Europameisterschaft:  1949
- Cadre-47/2-Europameisterschaft:  1955  1957